# Balatonszemes
Balatonszemes é um município da Hungria, situado no condado de Somogy. Tem 36,02 km² de área e sua população em 2019 foi estimada em 1.763 habitantes.